# Grapeland
Grapeland ist eine Stadt im Houston County im US-Bundesstaat Texas in den Vereinigten Staaten. Das U.S. Census Bureau hat bei der Volkszählung 2020 eine Einwohnerzahl von 1.465 ermittelt.

## Geografie
Die Stadt liegt 20 Kilometer nördlich von Crockett, an der Kreuzung des U.S. Highway 287 mit der Farm Road 227, im Norden des Countys, im mittleren Osten von Texas und hat eine Gesamtfläche von 5,1 km².

## Geschichte
Der Ort diente zuerst als Postsammelstelle für die Umgebung und hieß bis 1873 Grapevine. Durch die Eröffnung eines Postbüros wurde der Ort in Grapeland umbenannt, da bereits ein Ort gleichen Namens vorhanden war. 1872 verlegte die Houston and Great Northern Railroad Company ihre Gleise durch dieses Gebiet und baute an dieser Stelle ein Eisenbahndepot. Somit wurde der Ort zum Fracht- und Handelszentrum für die Baumwollproduktion.
1936 begann man mit der Öl- und Gasproduktion, was einen weiteren Wirtschaftszweig darstellte. Nach 1945 nahm die Baumwollproduktion immer mehr ab und die umliegenden Farmer verlegten sich auf die Erdnussproduktion. Seit 1945 wird jährlich das Peanut Festival gefeiert.

## Demografische Daten
Nach der Volkszählung im Jahr 2000 lebten hier 1.451 Menschen in 583 Haushalten und 377 Familien. Die Bevölkerungsdichte betrug 282,9 Einwohner pro km². Ethnisch betrachtet setzte sich die Bevölkerung zusammen aus 63,27 % weißer Bevölkerung, 34,94 % Afroamerikanern, 0,62 % amerikanischen Ureinwohnern, 0,07 % Asiaten, 0,07 % Bewohnern aus dem pazifischen Inselraum und 0,83 % aus anderen ethnischen Gruppen. Etwa 0,21 % waren gemischter Abstammung und 1,65 % der Bevölkerung waren spanischer oder lateinamerikanischer Abstammung.
Von den 583 Haushalten hatten 27,8 % Kinder unter 18 Jahre, die im Haushalt lebten. 43,1 % davon waren verheiratete, zusammenlebende Paare. 19,2 % waren allein erziehende Mütter und 35,2 % waren keine Familien. 34,3 % aller Haushalte waren Singlehaushalte und in 20,6 % lebten Menschen, die 65 Jahre oder älter waren. Die Durchschnittshaushaltsgröße betrug 2,39 und die durchschnittliche Größe einer Familie belief sich auf 3,08 Personen.
26,4 % der Bevölkerung waren unter 18 Jahre alt, 7,1 % von 18 bis 24, 21,2 % von 25 bis 44, 20,7 % von 45 bis 64, und 24,6 % die 65 Jahre oder älter waren. Das Durchschnittsalter war 42 Jahre. Auf 100 weibliche Personen aller Altersgruppen kamen 79,8 männliche Personen. Auf 100 Frauen im Alter von 18 Jahren und darüber kamen 71,7 Männer.
Das jährliche Durchschnittseinkommen eines Haushalts betrug 22.361 USD, das Durchschnittseinkommen einer Familie 30.250 USD. Männer hatten ein Durchschnittseinkommen von 26.964 USD gegenüber den Frauen mit 18.906 USD. Das Prokopfeinkommen betrug 13.736 USD. 23,5 % der Bevölkerung und 20,4 % der Familien lebten unterhalb der Armutsgrenze. Davon waren 29,2 % Kinder und Jugendliche unter 18 Jahren und 19,0 % waren 65 oder älter.

## Persönlichkeiten
- Ruth J. Simmons (* 1945), Romanistin, Hochschullehrerin